# Joaquim de Montserrat i de Cruïlles
Joaquín Joan de Montserrat i de Cruïlles, I marquès de Cruïlles (València, 26 de juny de 1700 – ibídem, 21 de novembre de 1771) va ser un noble, militar i governador colonial espanyol. Va ser Virrei de la Nova Espanya.

## Biografia
Va ser fill de Vicente Josep Felip Montserrat i Crespí de Valldaura, i de María Vicenta de Cruïlles i Alfonso, dels qui va heretar els senyorius de Benialfaquí, Catamarrúa i Llombo, mentre que el marquesat de Cruïlles li va ser concedit en Nàpols per Carles III d'Espanya sent sobirà d'aquell estat. Als deu anys li va ser concedit l'hàbit de cavaller de l'Orde de Montesa.
Va ingressar en les Guàrdies Espanyoles d'Infanteria com a cadet. Va participar en les campanyes de la guerra amb França en 1719, la campanya de Navarra en 1720, la defensa de Ceuta de 1721, el setge de Gibraltar (1727) o la campanya d'Itàlia i Sicília (1733-1735) en la qual es van succeir els llocs de Castell de l'Ou, Sant Telmo, Gaeta, Messina, Siracusa, Trapani i uns altres.
El 24 de març de 1735 el rei Carles III li va concedir el Marquesat de Cruïlles, pels serveis prestats en les guerres d'Itàlia. Va continuar allí la seva labor militar participant en altres campanyes fins a 1751, que va ser nomenat governador militar de Badajoz, i finalment li va elevar a capità general d'Aragó en 1754.

## Virrei de Nova Espanya
El 9 de maig de 1759 el recentment coronat Carles III el va nomenar 44è Virrei de la Nova Espanya, sent el seu primer nomenament de virrei. El seu mandat es va caracteritzar per una constant mancada de diners, que després de diversos préstecs a nobles i comerciants va aconseguir superar.
En l'aspecte militar, va reprimir una rebel·lió al Yucatán, i va dirigir un atac naval contra el port de l'Havana, ocupat pels anglesos, als qui va aconseguir expulsar.
Com a conseqüència de la Guerra dels Set Anys (1756–1763), el rei Carles III va decidir reformar i reforçar l'estructura militar en Índies. Per al cas de Nova Espanya va nomenar com a comandant general de les armes i inspector general Juan de Villalba, qui va arribar a Veracruz a la fi de 1764. A l'una va arribar el Regiment d'Infanteria d'Amèrica, originari d'Alacant. Villalba, des d'un principi, va tenir una relació tibant amb el virrei, tenint desacords en l'organització i formació de la tropa. A més Villalba es prenia atribucions que eren exclusives del virrei. La formació de milícies provincials, per a això s'empadronava a tots els súbdits no indígenes, va portar problemes i revoltes de la població.
Al mateix temps, en 1764 Cayetano María Pignatelli Rubí Corbera y Saint Climent, marquès de Rubí, va ser enviat a inspeccionar les forces militars en al frontera nord i va proposar un complet pla de reorganització dels "presidis" o fortins de Texas, Nou Mèxic i Sonora.
El virrei també va tenir conflictes amb el visitador general José de Gálvez y Gallardo, enviat per inspeccionar els tribunals, la Real Hisenda, i establir l'estanc del tabac, a causa que intervenia en assumptes que tradicionalment havien estat competència virreinal. Aquests conflictes van causar finalment la remoció del virrei. A la seva tornada a Espanya va enfrontar un judici de residència durant set anys, en el qual va ser acusat de frau a la Real Hisenda. Finalment va ser absolt, i el rei li va concedir les baronies de Planes i Patraix.
Va morir a la seva ciutat natal el 21 de novembre de 1771.